# Тяпино (Вологодская область)
Тяпино — деревня в Шекснинском районе Вологодской области.
Входит в состав сельского поселения Юроченского, с точки зрения административно-территориального деления — в Юроченский сельсовет.
Расстояние по автодороге до районного центра Шексны — 37 км, до центра муниципального образования Юрочкино — 1 км. Ближайшие населённые пункты — Ханево, Прокино, Юрочкино.
По переписи 2002 года население — 53 человека (24 мужчины, 29 женщин). Всё население — русские.